# هيرمان بورهافا
هيرمان بورهافا (بالإنجليزية:Herman Boerhaave) طَبيب وَعالِم وهولندي وإنساني مسيحي وُلد عام 1668م ،وَيُشار إِليه أَحياناً باسم أبو علم وظائف الأعضاء، دَرس هيرمان في جامعة ليدن في هولندا. يُعتبر هيرمان مُؤسس التَدريس السريري ،وَهو أَول من عَزل اليوريا الكيميائية من البول، كَما أنهـ مُؤسس المُستشفى الجامِعي الحَديث، وقد كان شِعاره (implex sigillum veri) أي بِمعنى البَساطة هَي عَلامة على الحَقيقة. تُوفي هيرمان في 1738م.

## المَراجع
1. Medical History ,Dawn of Modern Medicine ,17th century , Alexandria University Faculty of Medicine ,1st year, page.8

## وصلات خارجية
- هيرمان بورهافا على موقع الموسوعة البريطانية (الإنجليزية)

1. ↑   https://www.dbnl.org/tekst/rome002erfl01_01/rome002erfl01_01_0021.php. {{استشهاد ويب}}: |url= بحاجة لعنوان (مساعدة) والوسيط |title= غير موجود أو فارغ (من ويكي بيانات) (مساعدة)
2. ↑  Mendelsohn, p.287